# 克雷奥
克雷奥（法語：Créot，法語發音：[kʁeo]），又称克里奥，是法国索恩-卢瓦尔省的一个市镇，属于欧坦区。

## 地理
克雷奥（46°55'4"N, 4°36'47"E）面积2.17 平方千米，位于法国勃艮第-弗朗什-孔泰大區索恩-卢瓦尔省，该省份为法国中部省份，北起顺时针与科多尔省、汝拉省、安省、罗讷省、卢瓦尔省、阿列省和涅夫勒省接壤。
与克雷奥接壤的市镇（或旧市镇、城区）包括：圣热尔韦叙库什、尚日、巴黎洛皮塔勒、圣塞尔南迪普兰。

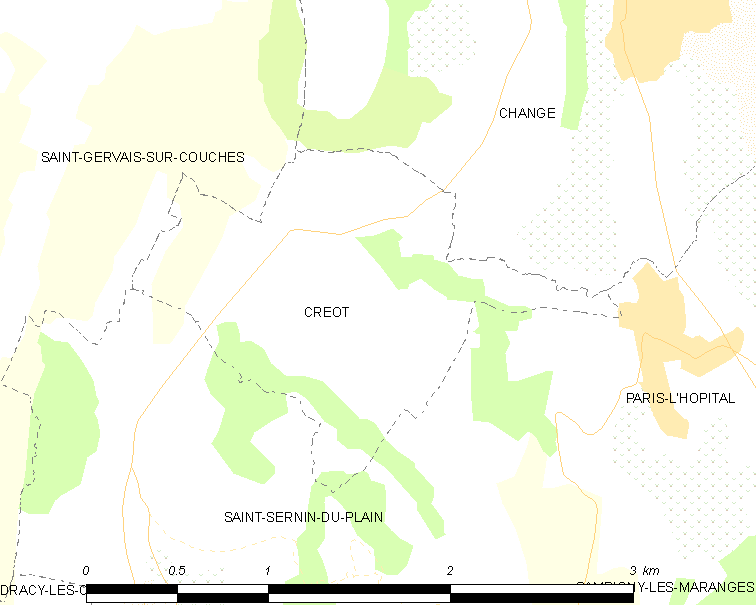
克雷奥的OSM定位图

克雷奥的时区为UTC+01:00、UTC+02:00（夏令时）。

## 行政
克雷奥的邮政编码为71490，INSEE市镇编码为71151。

## 政治
克雷奥所属的省级选区为欧坦第一县。

## 人口

1962-2008年间克雷奥人口变化图示

克雷奥于2022年1月1日时的人口数量为80人。